# Nikolai Belij
Nikolai Pavlovitsh Belij, född 24 juni (g.s.) 1896 i Cherson, död 15 november 1968 i Helsingfors, var en rysk-finländsk konstnär. 
Belij var medlem i Finlands ryska konstnärsförbund. Flera av hans verk har sålts på auktion, däribland en tavla föreställande hamnen i Viborg. 1929 medverkade han under några skivinspelningar med Heikki Tuominen, då han spelade med två blyertspennor.